# Sassocorvaro
Sassocorvaro is een gemeente in de Italiaanse provincie Pesaro-Urbino (regio Marche) en telt 3435 inwoners (31-12-2004). De oppervlakte bedraagt 66,5 km², de bevolkingsdichtheid is 52 inwoners per km².

## Demografie
Sassocorvaro telt ongeveer 1320 huishoudens. Het aantal inwoners daalde in de periode 1991-2001 met 1,1% volgens cijfers uit de tienjaarlijkse volkstellingen van ISTAT.
| Jaar | Inwoneraantal |
| ---- | ------------- |
| 1991 | 3495          |
| 2001 | 3457          |

## Geografie
De gemeente ligt op ongeveer 331 m boven zeeniveau.
Sassocorvaro grenst aan de volgende gemeenten: Auditore, Lunano, Macerata Feltria, Mercatino Conca, Monte Cerignone, Piandimeleto, Tavoleto, Urbino.

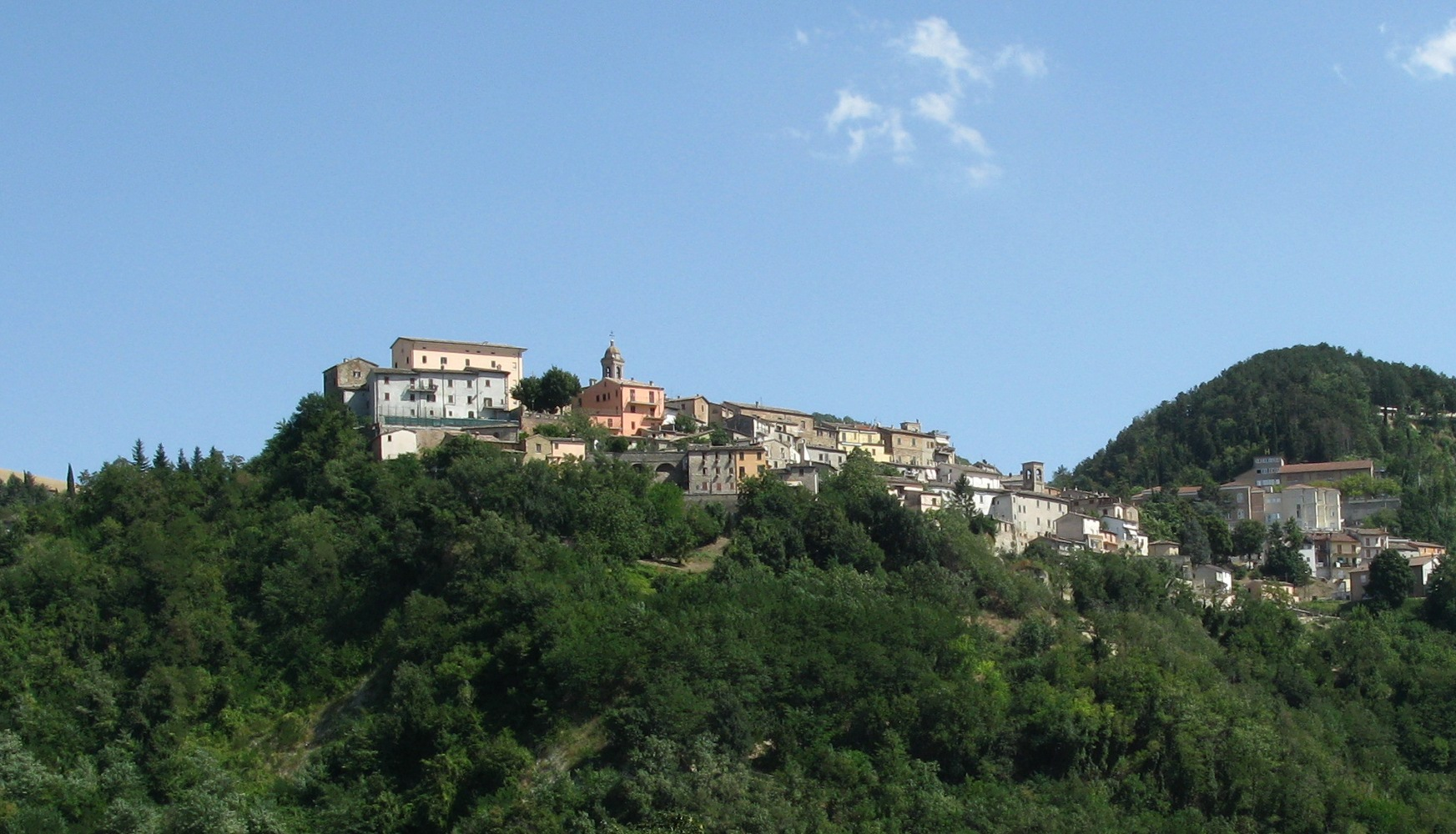
Sassocorvaro